# 托拉扎科斯泰
托拉扎科斯泰（義大利語：Torrazza Coste），是意大利帕维亚省的一个市镇。总面积16.11平方公里，人口1676人，人口密度104.0人/平方公里（2009年）。国家统计（ISTAT）代码为018155。